# Avondjurk (album)
Avondjurk is het debuutalbum uit 2010 van het Nederlandse muziek- en cabaretduo Jurk! bestaande uit Jeroen van Koningsbrugge en Dennis van de Ven.
Als voorloper op het album werd op 8 januari 2010 de single Zou zo graag uitgebracht. Na een oproep van Van Koningsbrugge op Twitter kwam Zou zo graag binnen twee dagen op nummer 1 in de hitlijst van de iTunes Store. Iedereen die het nummer kocht, mocht gratis naar een speciaal 'Twitter-concert'. Zou zo graag bereikte in januari 2010 eveneens de eerste positie in de Single Top 100. Mede door de oproep op Twitter kwam het nummer in één keer in de Nederlandse Top 40 en sloeg het de Tipparade over. Het album werd op 15 januari 2010 uitgebracht en kwam op 23 januari 2010 op nummer 1 binnen in de Album Top 100. Ook in de albumhitlijst van de iTunes Store bereikte het album de nummer 1-positie.
Hetzelfde jaar volgde een theatertournee eveneens getiteld Avondjurk. Deze tournee bevatte naast de nummers van het album ook dialogen en poëzie.
Jaren voor de release van het album was de videoclip van Zou zo graag (een nog simpel geproduceerde versie van het nummer) al te zien op internet. Het nummer Tram 7 was eerder te horen in een sketch van het programma Nieuw Dier, waar het ironie was. Een band die wordt aangekondigd als Fist, met Van Koningsbrugge en Van de Ven als zangers, speelt het nummer op een begrafenis. Op het album Avondjurk wordt het nummer serieuzer gebracht.
Sorry bevat een refrein in het Spaans. Het laatste nummer op het album, Verrukkelijke leven, is gezongen in het Limburgs.

## Stijl en thematiek
Avondjurk bestaat uit Nederlandstalige popmuziek, waarbij de stijl iets weg heeft van die van Acda en De Munnik. De nummers hebben verschillende thema's, maar het merendeel gaat over liefdessituaties. Alle nummers gaan over 'uit het leven gegrepen' onderwerpen. De nummers zijn vaak serieus, maar bevatten soms ook humoristische elementen, dit laatste geldt met name voor Sorry en Als je weet wat je wilt. 
In verschillende nummers wordt creatief omgegaan met taal, zoals in Tram 7 ("En ik heb het echt niet meer, of juist te pakken") of in Zou zo graag ("En ondertussen exploderen de gedachten in mijn kop... Exploderende gedachten") en wordt gebruikgemaakt van stijlfiguren, zoals de alliteratie in Lente ("En ik toch al die domme dingen deed").

## Tracklist
1. "Zou zo graag" – 3:32
2. "Niemand" – 3:01
3. "Tram 7" – 2:02
4. "Sorry" – 3:10
5. "Verloren" – 2:53
6. "Alle tijd" – 2:51
7. "Lente" – 4:35
8. "Ik raak je kwijt" – 3:25
9. "Voor één keer" – 3:42
10. "Als je weet wat je wilt" – 3:04
11. "Sporen" – 2:41
12. "Verrukkelijke leven" – 3:58

## Hitnotering

### NederlandseAlbum Top 100
| Hitnotering: (Week 1 t/m 35) 23-01-2010 t/m 18-09-2010 Hitnotering: (Week 36 t/m 50) 13-11-2010 t/m 19-02-2011 Hitnotering: (Week 51) 05-03-2011 Hitnotering: (Week 52 t/m 54) 19-03-2011 t/m 02-04-2011 Hitnotering: (Week 55) 16-04-2011 | Hitnotering: (Week 1 t/m 35) 23-01-2010 t/m 18-09-2010 Hitnotering: (Week 36 t/m 50) 13-11-2010 t/m 19-02-2011 Hitnotering: (Week 51) 05-03-2011 Hitnotering: (Week 52 t/m 54) 19-03-2011 t/m 02-04-2011 Hitnotering: (Week 55) 16-04-2011 | Hitnotering: (Week 1 t/m 35) 23-01-2010 t/m 18-09-2010 Hitnotering: (Week 36 t/m 50) 13-11-2010 t/m 19-02-2011 Hitnotering: (Week 51) 05-03-2011 Hitnotering: (Week 52 t/m 54) 19-03-2011 t/m 02-04-2011 Hitnotering: (Week 55) 16-04-2011 | Hitnotering: (Week 1 t/m 35) 23-01-2010 t/m 18-09-2010 Hitnotering: (Week 36 t/m 50) 13-11-2010 t/m 19-02-2011 Hitnotering: (Week 51) 05-03-2011 Hitnotering: (Week 52 t/m 54) 19-03-2011 t/m 02-04-2011 Hitnotering: (Week 55) 16-04-2011 | Hitnotering: (Week 1 t/m 35) 23-01-2010 t/m 18-09-2010 Hitnotering: (Week 36 t/m 50) 13-11-2010 t/m 19-02-2011 Hitnotering: (Week 51) 05-03-2011 Hitnotering: (Week 52 t/m 54) 19-03-2011 t/m 02-04-2011 Hitnotering: (Week 55) 16-04-2011 | Hitnotering: (Week 1 t/m 35) 23-01-2010 t/m 18-09-2010 Hitnotering: (Week 36 t/m 50) 13-11-2010 t/m 19-02-2011 Hitnotering: (Week 51) 05-03-2011 Hitnotering: (Week 52 t/m 54) 19-03-2011 t/m 02-04-2011 Hitnotering: (Week 55) 16-04-2011 | Hitnotering: (Week 1 t/m 35) 23-01-2010 t/m 18-09-2010 Hitnotering: (Week 36 t/m 50) 13-11-2010 t/m 19-02-2011 Hitnotering: (Week 51) 05-03-2011 Hitnotering: (Week 52 t/m 54) 19-03-2011 t/m 02-04-2011 Hitnotering: (Week 55) 16-04-2011 | Hitnotering: (Week 1 t/m 35) 23-01-2010 t/m 18-09-2010 Hitnotering: (Week 36 t/m 50) 13-11-2010 t/m 19-02-2011 Hitnotering: (Week 51) 05-03-2011 Hitnotering: (Week 52 t/m 54) 19-03-2011 t/m 02-04-2011 Hitnotering: (Week 55) 16-04-2011 | Hitnotering: (Week 1 t/m 35) 23-01-2010 t/m 18-09-2010 Hitnotering: (Week 36 t/m 50) 13-11-2010 t/m 19-02-2011 Hitnotering: (Week 51) 05-03-2011 Hitnotering: (Week 52 t/m 54) 19-03-2011 t/m 02-04-2011 Hitnotering: (Week 55) 16-04-2011 | Hitnotering: (Week 1 t/m 35) 23-01-2010 t/m 18-09-2010 Hitnotering: (Week 36 t/m 50) 13-11-2010 t/m 19-02-2011 Hitnotering: (Week 51) 05-03-2011 Hitnotering: (Week 52 t/m 54) 19-03-2011 t/m 02-04-2011 Hitnotering: (Week 55) 16-04-2011 | Hitnotering: (Week 1 t/m 35) 23-01-2010 t/m 18-09-2010 Hitnotering: (Week 36 t/m 50) 13-11-2010 t/m 19-02-2011 Hitnotering: (Week 51) 05-03-2011 Hitnotering: (Week 52 t/m 54) 19-03-2011 t/m 02-04-2011 Hitnotering: (Week 55) 16-04-2011 | Hitnotering: (Week 1 t/m 35) 23-01-2010 t/m 18-09-2010 Hitnotering: (Week 36 t/m 50) 13-11-2010 t/m 19-02-2011 Hitnotering: (Week 51) 05-03-2011 Hitnotering: (Week 52 t/m 54) 19-03-2011 t/m 02-04-2011 Hitnotering: (Week 55) 16-04-2011 | Hitnotering: (Week 1 t/m 35) 23-01-2010 t/m 18-09-2010 Hitnotering: (Week 36 t/m 50) 13-11-2010 t/m 19-02-2011 Hitnotering: (Week 51) 05-03-2011 Hitnotering: (Week 52 t/m 54) 19-03-2011 t/m 02-04-2011 Hitnotering: (Week 55) 16-04-2011 | Hitnotering: (Week 1 t/m 35) 23-01-2010 t/m 18-09-2010 Hitnotering: (Week 36 t/m 50) 13-11-2010 t/m 19-02-2011 Hitnotering: (Week 51) 05-03-2011 Hitnotering: (Week 52 t/m 54) 19-03-2011 t/m 02-04-2011 Hitnotering: (Week 55) 16-04-2011 | Hitnotering: (Week 1 t/m 35) 23-01-2010 t/m 18-09-2010 Hitnotering: (Week 36 t/m 50) 13-11-2010 t/m 19-02-2011 Hitnotering: (Week 51) 05-03-2011 Hitnotering: (Week 52 t/m 54) 19-03-2011 t/m 02-04-2011 Hitnotering: (Week 55) 16-04-2011 | Hitnotering: (Week 1 t/m 35) 23-01-2010 t/m 18-09-2010 Hitnotering: (Week 36 t/m 50) 13-11-2010 t/m 19-02-2011 Hitnotering: (Week 51) 05-03-2011 Hitnotering: (Week 52 t/m 54) 19-03-2011 t/m 02-04-2011 Hitnotering: (Week 55) 16-04-2011 | Hitnotering: (Week 1 t/m 35) 23-01-2010 t/m 18-09-2010 Hitnotering: (Week 36 t/m 50) 13-11-2010 t/m 19-02-2011 Hitnotering: (Week 51) 05-03-2011 Hitnotering: (Week 52 t/m 54) 19-03-2011 t/m 02-04-2011 Hitnotering: (Week 55) 16-04-2011 | Hitnotering: (Week 1 t/m 35) 23-01-2010 t/m 18-09-2010 Hitnotering: (Week 36 t/m 50) 13-11-2010 t/m 19-02-2011 Hitnotering: (Week 51) 05-03-2011 Hitnotering: (Week 52 t/m 54) 19-03-2011 t/m 02-04-2011 Hitnotering: (Week 55) 16-04-2011 | Hitnotering: (Week 1 t/m 35) 23-01-2010 t/m 18-09-2010 Hitnotering: (Week 36 t/m 50) 13-11-2010 t/m 19-02-2011 Hitnotering: (Week 51) 05-03-2011 Hitnotering: (Week 52 t/m 54) 19-03-2011 t/m 02-04-2011 Hitnotering: (Week 55) 16-04-2011 | Hitnotering: (Week 1 t/m 35) 23-01-2010 t/m 18-09-2010 Hitnotering: (Week 36 t/m 50) 13-11-2010 t/m 19-02-2011 Hitnotering: (Week 51) 05-03-2011 Hitnotering: (Week 52 t/m 54) 19-03-2011 t/m 02-04-2011 Hitnotering: (Week 55) 16-04-2011 | Hitnotering: (Week 1 t/m 35) 23-01-2010 t/m 18-09-2010 Hitnotering: (Week 36 t/m 50) 13-11-2010 t/m 19-02-2011 Hitnotering: (Week 51) 05-03-2011 Hitnotering: (Week 52 t/m 54) 19-03-2011 t/m 02-04-2011 Hitnotering: (Week 55) 16-04-2011 |
| Week: | 1 | 2 | 3 | 4 | 5 | 6 | 7 | 8 | 9 | 10 | 11 | 12 | 13 | 14 | 15 | 16 | 17 | 18 | 19 | 20 |
| --- | --- | --- | --- | --- | --- | --- | --- | --- | --- | --- | --- | --- | --- | --- | --- | --- | --- | --- | --- | --- |
| Positie: | 1 | 6 | 5 | 13 | 12 | 15 | 17 | 21 | 23 | 21 | 26 | 33 | 16 | 9 | 17 | 19 | 20 | 34 | 40 | 53 |
| Week: | 21 | 22 | 23 | 24 | 25 | 26 | 27 | 28 | 29 | 30 | 31 | 32 | 33 | 34 | 35 | | 36 | 37 | 38 | 39 |
| Positie: | 53 | 45 | 48 | 61 | 65 | 42 | 66 | 58 | 64 | 62 | 75 | 56 | 65 | 78 | 86 | uit | 21 | 45 | 63 | 64 |
| Week: | 40 | 41 | 42 | 43 | 44 | 45 | 46 | 47 | 48 | 49 | 50 | | 51 | | 52 | 53 | 54 | | 55 | |
| Positie: | 46 | 57 | 66 | 78 | 71 | 70 | 96 | 33 | 96 | 26 | 34 | uit | 33 | uit | 57 | 97 | 51 | uit | 42 | uit |